# Бобровський Йоганнес
Бобровський Йоганнес (Johannes Bobrowski; 9.IV 1917, Тільзіт — 2.IX 1965, Берлін) — німецький письменник (НДР). 

## Творчість
Його творчість, пройнята антифашистичними ідеями, властива соціально-філософській проблематиці, зверненню до культури і фольклору народів Східної Європи. Бобровський почав друкуватися в 1961 році. Він автор збірки віршів, романів «Левінів млин» (1964) та «Литовські клавіри» (1966), а також збірки новел «Застерігаючий» (1967; дві останні — опубліковані посмертно).

## Українські переклади
- «Левінів млин». — «Литовські клавіри». К., 1971.